# Anatolian rock
El Anatolian rock es un género musical, derivado del rock. Surge debido a la fusión entre el folk de Turquía y la música rock. Emergió a mediados de los años 60 después de que grupos como The Beatles, Led Zeppelin, Yes y Omega se volvieran populares en Turquía, y sus características influyeran en músicos como Murat Ses, Cem Karaca, Selda Bagcan, Erkin Koray. Básicamente es la combinación del folk turco y la música rock.

## Grupos más populares de Anatolian rock
- Mor ve Ötesi
- Seksendört
- Gece Yolcuları
- Almora
- Kurban
- Gültekin KAAN
- Kargo
- Duman
- Vega
- Çilekeş
- Redd
- Makine
- Gripin
- MaNga